# Paddy Considine

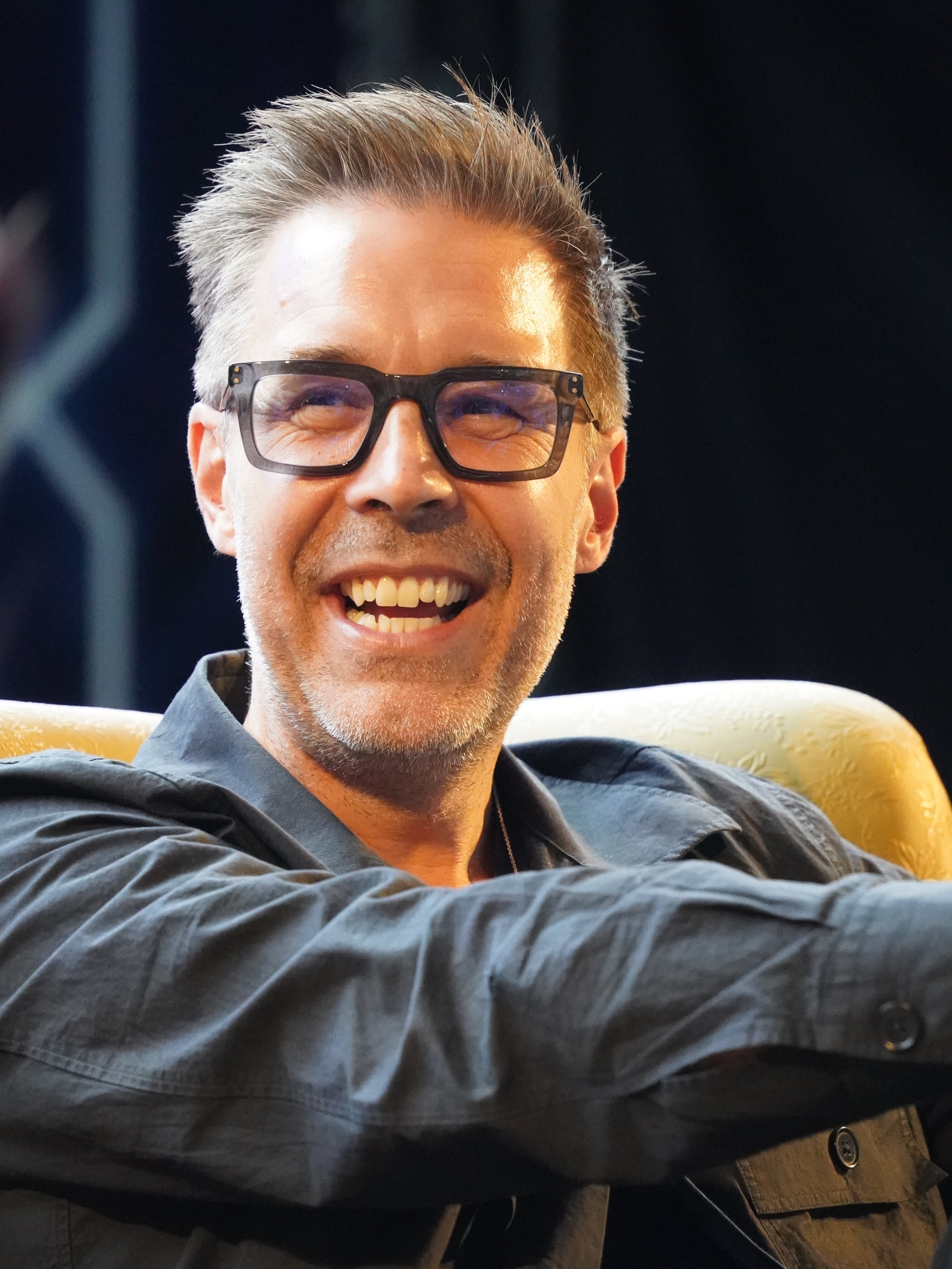
Paddy Considine (2023)

Patrick George „Paddy“ Considine (* 5. September 1973 in Burton-upon-Trent, Staffordshire) ist ein britischer Filmschauspieler, Filmregisseur und Drehbuchautor.

## Leben und Karriere
Considine wuchs mit fünf Geschwistern in Burton-upon-Trent, Staffordshire, auf. Nach der Schule begann er ein Studium der Darstellenden Künste am Burton College, wo er Shane Meadows kennenlernte. Mit ihm gründete er die Band She talks to angels, bei der Considine Schlagzeuger war. Noch bevor er das Kunststudium beendet hatte, begann Considine ein Fotografiestudium an der University of Brighton und erwarb dort einen Bachelor-Abschluss.
Nachdem er sein Studium beendet und mit Meadows an einem Kurzfilm gearbeitet hatte, übernahm Considine 1999 seine erste Filmrolle.
Mit dem 16-minütigen Kurzfilm Dog Altogether stellte er sein Regiedebüt vor. Bei den Internationalen Filmfestspielen von Venedig wurde er 2007 dafür mit dem Silbernen Löwen für den besten Kurzfilm ausgezeichnet. Sein Spielfilmdebüt Tyrannosaur – Eine Liebesgeschichte (2011) brachte ihm unter anderem den British Independent Film Award sowie den Regiepreis des Sundance Film Festivals ein.
Im April 2011 gab er bekannt, mit Asperger-Syndrom diagnostiziert worden zu sein. Zwei Jahre später wurde bei ihm das Irlen-Syndrom diagnostiziert, welches im Gehirn die Wahrnehmung visueller Reize beeinträchtigt.
Considine ist verheiratet und hat einen Sohn.

## Filmografie (Auswahl)

### Schauspieler
- 2002: In America
- 2002: Doctor Sleep
- 2004: Blutrache – Dead Man’s Shoes (Dead Man’s Shoes)
- 2004: My Summer of Love
- 2005: Das Comeback (Cinderella Man)
- 2005: Stoned
- 2006: Backwoods – Die Jagd beginnt (Bosque de sombras)
- 2007: Hot Fuzz – Zwei abgewichste Profis (Hot Fuzz)
- 2007: Das Bourne Ultimatum (The Bourne Ultimatum)
- 2008: My Zinc Bed
- 2009: Yorkshire Killer (Red Riding)
- 2009: Der Schrei der Eule (The Cry of the Owl)
- 2010: Submarine
- 2011: Blitz – Cop-Killer vs. Killer-Cop (Blitz)
- 2012: Now Is Good – Jeder Moment zählt (Now Is Good)
- 2013: Liebe und andere Turbulenzen (Girl on a Bicycle)
- 2013: The World’s End
- 2013: The Double
- 2014: Honour
- 2014: Pride
- 2014: Kind 44 (Child 44)
- 2015: Macbeth
- 2015: Im Himmel trägt man hohe Schuhe (Miss You Already)
- 2016: The Girl with All the Gifts
- 2016: Peaky Blinders – Gangs of Birmingham (Peaky Blinders, Fernsehserie)
- 2017: The Death of Stalin
- 2017: Journeyman
- 2019: Johanna – Eine (un)typische Heldin (How to Build a Girl)
- 2020: The Outsider (Fernsehserie)
- 2021: Wolf
- 2022–2024: House of the Dragon (Fernsehserie, 10 Episoden)
- 2025: MobLand – Familie bis aufs Blut (MobLand, Fernsehserie)
- 2025: Deep Cover
- 2025: Heads of State

### Regisseur
- 2007: Dog Altogether (Kurzfilm)
- 2011: Tyrannosaur – Eine Liebesgeschichte (Tyrannosaur)
- 2017: Journeyman

### Drehbuchautor
- 2007: Dog Altogether (Kurzfilm)
- 2011: Tyrannosaur – Eine Liebesgeschichte (Tyrannosaur)
- 2017: Journeyman